# Phyllophaga diffinis
Phyllophaga diffinis är en skalbaggsart som beskrevs av Blanchard 1851. Phyllophaga diffinis ingår i släktet Phyllophaga och familjen Melolonthidae. Inga underarter finns listade i Catalogue of Life.